# Гешвенда
Гешвенда (њем. Geschwenda) општина је у њемачкој савезној држави Тирингија. Једно је од 44 општинска средишта округа Илм. Према процјени из 2010. у општини је живјело 2.133 становника. Посједује регионалну шифру (AGS) 16070021.

## Географски и демографски подаци
Гешвенда се налази у савезној држави Тирингија у округу Илм. Општина се налази на надморској висини од 478 метара. Површина општине износи 5,9 km². У самом мјесту је, према процјени из 2010. године, живјело 2.133 становника. Просјечна густина становништва износи 363 становника/km².

## Међународна сарадња
| Мјесто    | Држава               | Врста сарадње | Од    |
| --------- | -------------------- | ------------- | ----- |
| Винкантон | Уједињено Краљевство | контакт       | 2000. |
|           | Француска            | партнерство   | 1994. |
| Белжантје | Француска            | партнерство   | 2006. |
| Извор     |                      |               |       |